# Побережье Мечей
Побережье Мечей (англ. Sword Coast) — область на севере материка Фэйрун сеттинга Забытые Королевства, вымышленного мира для ролевой игры Dungeons & Dragons. В данном регионе происходит действие множества книг и игр игровой системы Dungeons & Dragons.
Побережье Мечей является местом действия компьютерных игр Eye of the Beholder, Baldur's Gate (Tales of the Sword Coast), Dark Alliance, Neverwinter Nights (Hordes of the Underdark), Neverwinter Nights 2 и других.
Самая западная часть Сердцеземья, длинная береговая линия Западного океана покрыта независимыми портовыми городами. Именно на Побережье Мечей (Sword Coast) разместились три самых знаменитых мегаполиса Забытых королевств. Все города Побережья отличаются космополитичными взглядами, любовью к наживе, но при этом — строгими законами, за соблюдением которых следит неподкупная стража.

## Характеристика
- Столица: Нет
- Население: 660,960 (люди 65 %, дварфы 10 %, орки 8 %, полуорки 5 %, эльфы 4 %, халфлинги 4 %, гномы 2 %, полуэльфы 1 %)
- Правительство: Союз Лордов (союз правителей городов-государств)
- Религии: Почти все
- Импорт: Книги, изготовленные изделия, магические изделия, шахтеры, глиняная посуда, специи
- Экспорт: Драгоценные камни, кожаные товары, наемники, продукция ремесел Невервинтера, драгоценные металлы, древесина
- Мировоззрение: Все

## География
Между Вотердипом и Хребтом Мира лежит клиновидный кусок земли, ограниченный побережьем Моря Мечей — это примерно 700 миль с Севера на Юг и почти 200 в самом широком месте. У западной оконечности Хребта Мира находится Долина Ледяного Ветра, самая северная из населенных земель в этой части Фейруна. Долгая Дорога, протянувшаяся от Вотердипа до Мирабара, определяет восточную границу Северного Побережья Мечей.
Побережье Мечей было первым районом Севера, заселенным цивилизованными народами. Большая его часть покрыта слегка холмистыми лугами, и фермеры со скотоводами живут здесь в процветании. Иногда Побережье и Море Мечей соединяются галечными пляжами, но чаще вода омывает системы морских пещер, усеянные обломками скал отмели и низкие утесы. Эта земля дает приют контрабандистам, но она же подпускает к берегу лишь малые корабли с небольшой осадкой, что служит прекрасной защитой от пиратских рейдов. Покрытые лесами холмы и неприступные горы ограничивают район с востока, а за этой преградой раскинулись просторы реки Дессарин и её притоков.
Великие торговые города Лейлон, Лускан, Невервинтер, гавань Порт Лласт и Вотердип, расположенные вдоль Побережья Мечей, хранят эту область от погружения в хаос. В центральной части северного Побережья Мечей находится несколько пещерных систем: Бесконечные Пещеры под Высоким Лесом, система Подземной Реки под Высокими Топями и пещеры под городом Вотердип, которые гномы расширили, превратив в Подгорье.

## Население
Основная часть населения побережья живет в крупных городах-государствах, таких как основные морские порты Лускан, Вотердип, Невервинтер, Аскатла и Врата Балдура. Эти города преимущественно населены людьми, как и Амн, и Десять Городов Долины Ледяного Ветра. Дальше от побережья, в отрогах Хребта Мира находятся поселения дварфов, такие как Мирабар и Адбар. В то время как портовые города живут преимущественной торговлей и рыбной ловлей, поселения дварфов являются основным источником руды и драгоценных камней для региона.

## История региона
История Побережья Мечей — история исчезновения старых нечеловеческих царств и утверждение Вотердипa и городов северян. Первым большим государством, поднявшимся в этой части мира, был Иллефарн, королевство эльфов и дварфов, существовавшее тысячи лет назад. Первые подземелья под Горой Вотердип прорыты этим народом. Иллефарн был современником Нетерила и пережил его падение, просуществовав до покидания эльфийскими правителями Фаэруна в связи с их уходом на Эвермит за несколько сотен лет до начала Передела Долин. После падения великих царств люди мигрировали в эти страны и построили свободные опорные точки, города и твердыни вдоль речных долин и в гаванях.
Первые корабли северян прибыли в регион в течение последних столетий империи Иллефарн. Северяне колонизировали остров Руатим и распространились по всем островам северных морей. Другие мигрировали на север, мимо Хребта Мира, и стали основателями Долины Ледяного Ветра.
Вслед за падением Ирлэнна в 9-м столетии ЛД эльфы, дварфы, северяне и потомки нетерезов из Аскалхорна сформировали Фалорн, Царство Трех Корон, которое попыталось догнать Миф Драннор на востоке. Это продолжалось лишь столетие, прежде чем орды орков уничтожили его. Его преемник, Королевство Человека, просуществовало еще меньше. Цивилизация потеряла свою власть на этих землях, пока Вотердип не стал достаточно сильным, чтобы отогнать орков обратно к Хребту Мира. Город Лускан был основан на руинах царства орков Иллускан, и были основаны города долины Дессарин — Ирайбор, Лонгсаддл, Секомбер и другие.

## Крупные города

### Вотердип
Вотердип (англ. Waterdeep, в другом переводе «Глубоководье») — один из самых крупных и влиятельных городов во всем Фейруне. Город анонимно управляется Лордами в Масках.
Вотердип — место торговли между богатым рудой и минералами севером, королевствами Амн и Калимшан на юге, побережьем внутреннего Моря Падающих Звезд на востоке и морскими островами на западе. Все дороги в Вотердип тщательно вымощены и патрулируются городской стражей. Вотердип — преимущественно человеческий город, но имеет значительные диаспоры других рас, приезжающих сюда на заработки. Благодаря этому, в городе терпимо относятся к представителям почти всех рас и вероисповеданий. Численность жителей составляет около 130 000, но с учетом подконтрольной Вотердипу территории, это число может возрасти до одного миллиона.
Вотердип назван так, поскольку стоит на очень глубокой естественной гавани, удобной для кораблей. Город расположен к северу от залива, по склонам Горы Вотердип.

### Лускан
Лускан (англ. Luskan) — город-государство, располагается на Побережье Мечей, севернее Порта Лласт и Невервинтера. Этот важный северный портовый город расположен в устье несудоходной реки Мирар, быстрый и ледяной, холодный и скалистый, водный путь реки Мирар соединяет его с Мирабаром. Опасности и прибрежной Высокой Дороги, и внутренней Долгой Дороги к югу от Мирабара заставляют корабли, ведущие торговлю металлом, держаться Лускана стороной. Дома в Лускане расположены плотно друг к другу, по большей части двух- или трехэтажные и также нередко спускающиеся под землю.
Формально Лускан управляется пятью высокими вождями по имени Таэрл, Барам, Курт, Сульджак и Ретнор. Однако есть подозрение, что на самом деле Лусканом правит Тайное Братство из своей башни на острове. Лускан уже давно конфликтует с Невервинтером и является его главным соперником в войне за сферы влияния.

### Невервинтер
Невервинтер (англ. Neverwinter) — портовый город-государство, основанный лордом Халуэтом Невером и насчитывающий 23 тысячи жителей. Также известен как Город Умелых Рук и Жемчужина Севера. Невервинтером управляет лорд Нашер Алагондар, стареющий приключенец-ветеран, преданный последователь бога Тира.
Город также известен своими элегантными и стильными строениями. Многие из них знамениты сами по себе, например, Дом Знаний — многооконный храм Огмы. Дополнительного упоминания стоят таверны, такие как знаменитая «Маска из Лунного Камня» и «Разрушенная башня».
Город занимает высокое положение в Альянсе Лордов. Лорд Нашер обеспечивает город должной защитой — как физически, так магически. Особенно угрожает Невервинтеру его воинственный сосед, город Лускан. Карты города, улицы которого образуют сложный лабиринт, недоступны обычным людям, это делается для того, чтобы затруднить работу лусканским шпионам.

### Амн
Амн (англ. Amn) — государство в западной части Фэйруна, на Побережье Мечей. Амном управляет совет из пяти представителей наиболее богатых и влиятельных семей. Веками торговцы из Амна накапливали богатства, строили заморские колонии, вели торговлю по всему миру и конкурировали с другим мощным экономическим центром региона, Вотердипом. Амн имеет огромный флот, контролирующий воды Моря Мечей на западе и Сияющего Моря на юге, через которые пролегают важнейшие торговые пути.
Население Амна довольно многочисленно, его большинство составляют люди, также достаточно велики популяции других рас. Столицей Амна является город Аткатла, называемый и Городом Монеты, и Городом Греха. В Аткатле за нарушение любого закона можно откупиться золотом.
Помимо совета пяти семей государство контролируют несколько фракций, некоторые из них действуют открыто, другие тайно. Большинство из богатых семей Амна поддерживает какую-либо из фракций. Наиболее могущественной организацией Амна являются Воры Тени, огромный преступный синдикат, имеющий влияние далеко за пределами государства. В Амне колдовская магия запрещена законом, лишь небольшой группе, известной как Волшебники в капюшонах, дозволяется творить заклинания.

### Порт Лласт
Порт Лласт (англ. Port Llast) лежит на Верхней Дороге примерно в 35 милях к северу от Невервинтера. Он приобрел новое имя, поскольку был «последним портом» доступным по направлению к северу в те времена, когда орки и дуэргары доминировали в лусканском регионе.
Порт Лласт — город умелых камнетесов и в нем расположен прекрасный порт. Помимо добычи камня и гавани город мало чем может заинтересовать путешественников в наши дни, поскольку народ здесь подозрительный и напряженный, вечно ожидает нападения Лускана или набега троллей и гоблинов. Гаванью Порт Лласт управляет Кендрак, который сменил Херомоса Дотвинтила на посту Главного Воеводы.

### Врата Балдура
Врата Балдура (англ. Baldur’s Gate) — крупный город-государство на Побережье Мечей. Врата Балдура не пострадали от Магической чумы, в результате чего стали приютом для многих беженцев, лишившихся из-за катаклизма своих домов. Население города утроилось за последние сто лет, большинство жителей — люди, также достаточно многочисленны эладрины, эльфы и представители других цивилизованных рас.
Вратами Балдура правит великий герцог Портир (После был избран эрцгерцог Горташ, но после его скорой смерти был назначен Уильям Рейвенгард/или другой неизвестный герцог), важнейшие фракции города представлены в парламенте. За безопасностью в городе следят Пламенные Кулаки, из группы наёмников превратившиеся в мощную военную организацию. Значительную власть в городе имеет воровская гильдия, пытающаяся усадить марионеточного правителя на трон герцога. Врата Балдура всегда стараются сохранять нейтралитет в региональных конфликтах между соседями.

### Лейлон
Лейлон (англ. Leilon) — шахтерских город между Невервинтером и Вотердипом. Здесь любят останавливаться усталые путники, путешествующие по Верхнему тракту. Местное ополчение, именуемое Копьями Лейлона, насчитывает до двух сотен бойцов. В случае нужды в ополчение привлекаются все жители, способные носить оружие.
Лейлон входит в Союз Лордов и пользуется там высоким авторитетом усилиями лейлонского лорда Пелиндара Фильмарьи (Pelindar Filmarya).
Морская торговля в городке не развита из-за мели на берегу, которая обнажается при отливе и делает доставку грузов морем очень проблематичной: груженые лодки приходится встречать баржам, при помощи шестов и магии их подводят на максимально допустимое расстояние к берегу, после чего грузы переправляют на сушу при помощи хрупких кранов, которые грозят обрушиться при любом мало-мальски сильном ветре. Не полагаясь на столь ненадежный способ доставки, большинство торговцев предпочитает путешествовать в Лейлон с караванами из Вотердипа. Хотя в городе нет особых проблем с преступностью, ходят упорные слухи о большой активности, развитой здесь агентами Культа Дракона и Зентарим.

### Мирабар
Мирабар (англ. Mirabar) — центр горной промышленности Побережья Мечей. Щитовые дварфы города живут в подземелье, работая в своих цехах. Верхние люди сотрудничают с дварфами, чтобы взаимодействовать с добычей руды, отправлять её на рынок и защищать город от магической угрозы. Номинальный правитель Мирабара — наследственный марчион, но истинная власть — собрание, называемое Советом Искрящихся Камней, группа дварфов и людей, которая встречается раз в год для определения квот производства и действительно ли угрожает текущим клиентам уменьшенный выпуск.

## Важные географические объекты

### Лес Ардип
Расположенный менее чем в дне пути от стен Вотердипа, Ардип был домом лунных эльфов, помнящих, когда их лес простирался до самого Высокого Леса и далее. Некоторое эхо эльфийской мощи все еще остается в лесу, и злые существа не чувствуют удобства среди его высоких синих листьев, лесного сумрака и поваленных деревьев.

### Болото Мертвеца
Столетия назад тысячи человеческих, дварфских и эльфийских воинов пали в этом соленом болоте от мечей вторгшейся армии орков. Из-за булливагов, лизардфолков и черных драконов-близнецов Воарагамантара и Ваэрваэрндора болото варьируется от плохого до ужасающего. Вдохновленные рассказами о сокровищах, затонувших в полупогруженных замках, приключенческие партии продолжают просачиваться в область, возвращаясь несколько уменьшенными в численности.

### Лес Невервинтер
Этот зачарованный лес на восток от города Невервинтер бесконечно нагревается Рекой Невервинтер, которая течет от бездействующего вулкана Горы Хотнау. Люди и даже орки боятся леса и стараются избегать этого.
В отличие от других лесов с опасной репутацией, Невервинтер редко извергает больших монстров или злые силы — неловкость чувствуют те, кто знает, что они не принадлежат к Лесу Невервинтер, частично — от ужасного ощущения, что лес способен нанести им урон, если захочет.

### Море Движущегося Льда
Арктические плавучие льды дрейфуют вокруг постоянных скалистых обнажений в Бесследном Море. Плавучие льдины — дом оркских племен, животных и других существам, которые могут или должны выживать на холоде.